# Cratere Chatturat
Chatturat  è un cratere sulla superficie di Marte.